# Chrysopa hungarica
Chrysopa hungarica là một loài côn trùng trong họ Chrysopidae thuộc bộ Neuroptera. Loài này được Klapálek miêu tả năm 1899.